# Espès-Undurein
Espès-Undurein (baskisch Ezpeize-Undüreiñe) ist eine französische Gemeinde mit 501 Einwohnern (Stand 1. Januar 2022) im Département Pyrénées-Atlantiques im baskischen Teil der Region Aquitanien.

## Lage
Espès-Undurein liegt am Fluss Saison, knapp zehn Kilometer (Fahrtstrecke) in nördlicher Richtung von der Kantonshauptstadt Mauléon-Licharre entfernt.

## Bevölkerungsentwicklung
| Jahr      | 1968 | 1975 | 1982 | 1990 | 1999 | 2006 |
| Einwohner | 460  | 530  | 502  | 522  | 474  | 482  |

## Wirtschaft
Der Ort ist immer noch sehr landwirtschaftlich orientiert. Der Ort gehört zu einem begrenzten Gebiet, in dem die baskische Käsesorte Ossau-Iraty, ein Schnittkäse aus Schafsmilch, hergestellt wird.

## Geschichte
Sowohl Espès als auch Undurein gehörten in historischer Zeit zur alten baskischen Provinz Soule. In der Nähe von Undurein fand im September oder Oktober des Jahres 1661 eine bewaffnete militärische Auseinandersetzung zwischen der aufständischen einheimischen Bevölkerung (Matalas-Aufstand) und königstreuen französischen Truppenteilen statt, die die Aufständischen unter dem Schlachtruf Herria! Herria! („Das Volk! Das Volk!“) für sich entscheiden konnten.
Beide Nachbargemeinden waren über Jahrhunderte eigenständig, schlossen sich aber im Jahr 1842 zu einer Gemeinde zusammen.

## Sehenswürdigkeiten

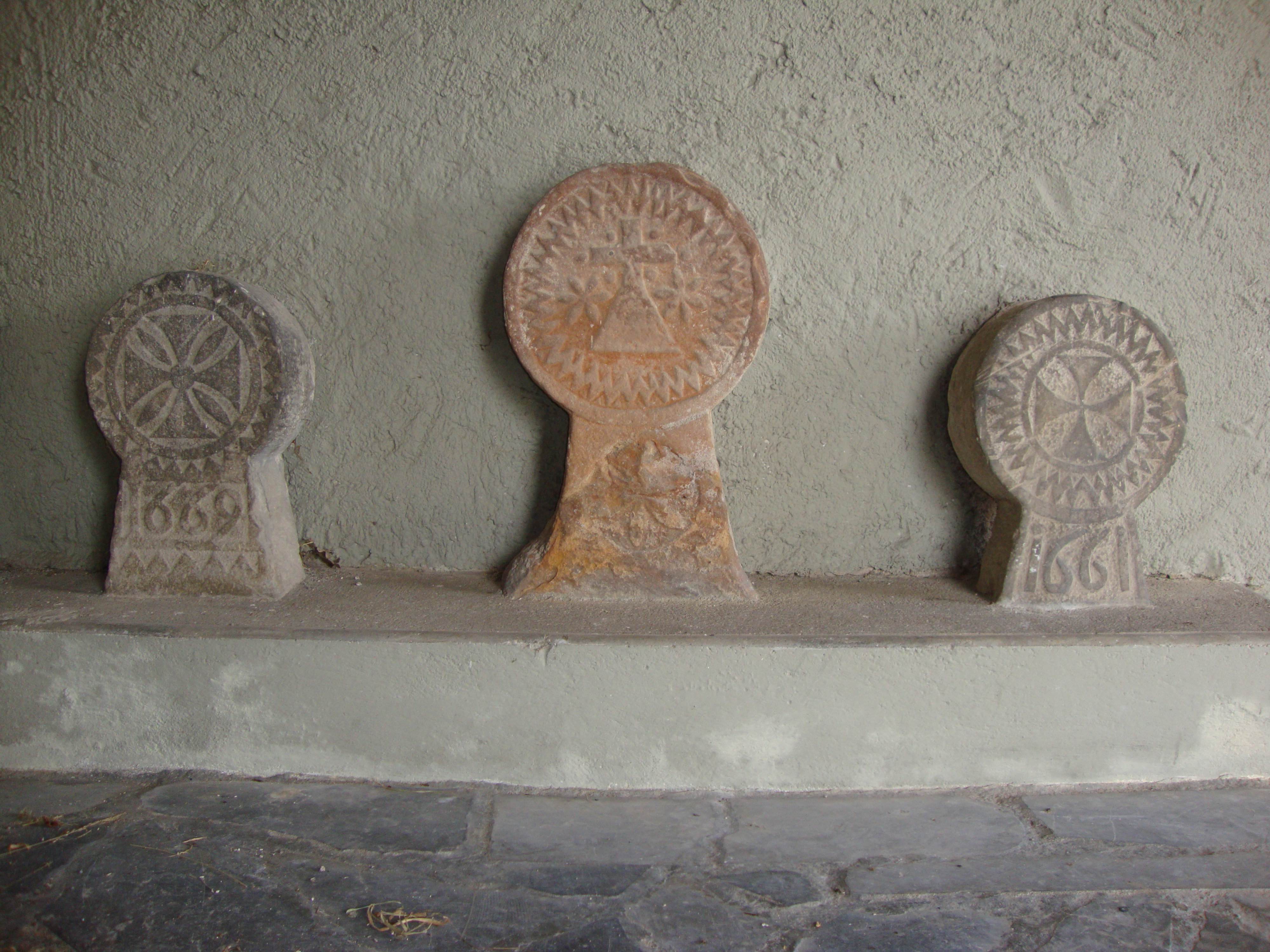
Espès – Stelen mit Scheibe

- Die einschiffige Kirche von Espès stammt wohl aus dem 16. Jahrhundert und hat einen – im Gebiet der Soule eher seltenen – Glockengiebel mit nur einer Spitze; die eigentliche Glockenstube ist aus Holz. Vor dem Eingang findet sich ein Portalvorbau, der als Versammlungsort vor Prozessionen genutzt wurde. Auf dem Friedhof finden sich mehrere alte Grabstelen in Scheibenform (Hilarri); die drei ältesten stammen aus dem 17. Jahrhundert und sind im Eingangsbereich der Kirche aufgestellt worden – sie haben Kreuze in der Mitte, die von Zackenlinien bzw. Strahlenmustern (Sonnensymbole?) eingefasst sind; die mittlere zeigt überdies noch drei Blattrosetten. Ein Name ist nirgends zu finden, denn Baskisch war lange Zeit keine Schriftsprache.
- Markantes Kennzeichen der ebenfalls nur einschiffigen Kirche von Undurein ist ein Clocher trinitaire. Auf einen Portalvorbau wurde dagegen verzichtet.